# Borat Sagdiiev
Borat Sagdiiev (chirilic: Борат Сагдиев) este un reporter de ficțiune din  Kazahstan inventat și interpretat de către comedianul britanic Sacha Baron Cohen din showul Da Ali G Show, un spectacol fără un scenariu predefinit în care Borat intervievează oameni care cred că el este într-adevăr un jurnalist de televiziune din Kazahstan. El este și personajul principal din filmul Borat! - Învățături din America pentru ca toată nația Kazahstanului să profite și Borat Subsequent Moviefilm (2020).

## Biografie
Cohen a închipuit următoarele înfomații despre originea lui Borat:
Borat este un reporter, născut în 1972 în Kuçzek, Kazahstan. El este fiul lui Asimbala Sagdiyev și Boltok Violatorul, care îi este și bunicul matern. El este de asemenea și fostul soț al Oksanei Sagdiyev, care este fiica lui Mariam Tuyakbay și Boltok Violatorul. Relațiile cu mama sa par să fie neplăcute, iar Borat comentează că  "ea și-ar fi dorit să fi fost violată de către alt bărbat". Borat are o soră numită Natalya, care este cotată ca prostituata de pe locul patru în Kazahstan, cu care el are o relație incestuoasă, și un frate mai tânăr numit Bilo, care este retardat mental și care trebuie ținut în spatele unei uși metalice sau o cușcă metalică. Într-un interviu, Borat a declarat, "Fratele meu Bilo are un cap foarte mic dar niște brațe foarte puternice. Are 204 dinți (193 în gură și 11 în nas)! Poți să îi faci orice - nu își aduce aminte nimic! E înnebunit după sex ... cât e ziua de lungă stă în cușca lui și se uită la porno & rub rub rub!"
Borat a studiat la universitatea Astana, unde a studiat engleza, jurnalismul și cercetarea ciumei.